# Fiabilismo
Fiabilismo, uma categoria de teorias da disciplina filosófica da epistemologia, tem avançado como uma teoria do conhecimento, tanto da justificação quanto do conhecimento. O processo do Fiabilismo tem sido usado como um argumento contra o Ceticismo Filosófico, tais como o cérebro em um experimento de pensamento IVA . o processo Fiabilista é uma forma de externalismo epistêmico. Uma teoria amplamente confiabilista do conhecimento é mais ou menos como se segue..:
Sabe-se de p (p representa qualquer proposição - por exemplo, que o céu é azul) se e somente se p for verdade, quando acredita-se que p é verdadeiro, alguém chega à crença de p através de algum processo confiável
Uma teoria amplamente confiabilista de crença justificada pode ser declarada como segue:
Um deles tem uma crença justificada de p se, e somente se, a crença for o resultado de um processo confiável.
Além disso, um relato semelhante pode ser dado (e uma versão elaborada do presente foi dada por Alvin Plantinga) para noções como "crença justificada" ou "crença epistemicamente racional".
Os Principais proponentes de teorias confiabilistas do conhecimento e da justificação incluem Alvin Goldman, Marshall Swain, Kent Bach e, mais recentemente, Alvin Plantinga. O artigo de Goldman "A teoria causal do Saber" (Journal of Philosophy, v. 64 (1967), pp. 357–372) geralmente é creditada como sendo o primeiro tratamento completo da teoria, embora D.M. Armstrong também seja considerado como uma importante fonte e (de acordo com Hugh Mellor) Frank Ramsey foi o primeiro a afirmar a teoria, ainda que apenas brevemente.
Uma análise clássica ou tradicional de "conhecimento" é a Crença Verdadeira Justificada. Para se ter uma reclamação válida de conhecimento para qualquer proposição, deve ser justificado em acreditar que "p" e somente "p" deve ser verdade. Desde que Gettier  propôs sua contra-análise tradicional, isso inclui a outra alegação de que o conhecimento deve ser mais do que a crença verdadeira justificada. Teorias confiabilistas de conhecimento são por vezes apresentadas como uma alternativa a teoria: em vez de justificação, tudo o que é necessário é que a crença seja o produto de um processo fiável. Mas o fiabilismo não necessita ser considerado como uma alternativa, mas em vez disso, como uma outra explicação da análise tradicional. Deste ponto de vista, aqueles que oferecem teorias fiabilistas de justificação analisam ainda mais a parte da "justificação" da análise tradicional de 'conhecimento' em termos de processos confiáveis. Nem todos os fiabilistas concordam com tais ideias da justificação, mas alguns o fazem.

## Objeções
Algumas descobertas fiabilistas de justificação foram rejeitadas porque implicam externalismo, que é a visão que se pode ter conhecimento, ou ter uma crença justificada, apesar de não saber (ter "acesso" a) provas, ou de outras circunstâncias que fazem a crença justificada. A maioria dos fiabilistas sustentam que uma crença pode ser justificada, ou podemos constituir conhecimento, mesmo que o crente não conheça ou entenda o processo que faz a crença de confiança. Ao defender este ponto de vista, fiabilistas (e externalistas em geral) tendem a apontar exemplos de simples atos de percepção: se alguém vê um pássaro na árvore fora de uma janela, assim, ganha a crença de que existe um pássaro naquela árvore, nem todos podem compreender os processos cognitivos que são responsáveis por um ato do sucesso da percepção; no entanto, é o fato de que os processos trabalham de forma confiável que explica por que a crença é justificada. Em suma, verifica-se que detém-se uma crença sobre o pássaro, e essa crença é justificada, se for o caso, mas não se conhece totalmente os processos que levaram à crença que justifica alguém de tê-la. Claro, internalistas não deixaram o resto do debate lá.
Outra das objeções mais comuns ao fiabilismo, feitas primeiro na teoria do processo confiável de Goldman de conhecimento e mais tarde para outras teorias fiabilistas, é o chamado problema da generalidade. Para qualquer dada crença justificada (ou instância de conhecimento), pode-se identificar facilmente muitos "processos" diferentes (simultaneamente operacional) dos resultados de crenças. Minha crença de que existe um pássaro na árvore fora de minha janela pode ser concedida como um resultado do processo de formar crenças com base na percepção dos sentidos, do Visual senso-perceptivo, da percepção sensorial visual através de superfícies não-opacas à luz do dia , e assim por diante, seguindo por uma variedade de diferentes processos muito especificamente descritos. Alguns destes processos podem ser estatisticamente confiáveis, enquanto outros não. Seria, sem dúvida, melhor dizer, em qualquer caso, que estamos escolhendo não o processo para dizer que resultou na crença, mas sim como descrever o processo, a partir dos diversos níveis de generalidade sobre a qual podem ser descritos com precisão.
Uma objeção em uma linha semelhante foi formulada por Stephen Stich no 'fragmentação da Razão'. O Fiabilismo geralmente considera que o processo de criação de crenças justificadas precisam ser confiáveis em um conjunto de cenários possíveis relevantes. No entanto, de acordo com Stich, estes cenários são escolhidos de uma maneira culturalmente tendenciosa. Stich não defende qualquer teoria alternativa de conhecimento ou justificação, porém, em vez disso, argumenta que todas as contas de termos epistêmicos normativos são culturalmente tendenciosas e, por vez, apenas uma conta pragmática pode ser dada.
Outra objeção para o Fiabilismo é chamado de 'novo problema do demônio maligno' . O problema do demônio maligno originalmente motiva o ceticismo, mas pode ser resultado de se opor a contas fiabilistas da seguinte forma:. Se nossas experiências são controladas por um demônio maligno, pode ser o caso que acreditamos fazer coisas que não estamos fazendo. No entanto, essas crenças são claramente justificadas. Robert Brandom apelou a uma clarificação do papel da crença em teorias fiabilistas. Brandom está preocupado que a não ser que o papel da crença seja diminuido, o fiabilismo poderá atribuir conhecimento para as coisas que de outra forma seriam considerados incapazes de possuí-lo. Brandom dá o exemplo de um papagaio que foi treinado para responder consistentemente a estímulos visuais vermelhos dizendo "isso é vermelho". A proposição é verdadeira, o mecanismo que a produziu é confiável, mas Brandom é relutante em dizer que o papagaio sabe que está vendo o vermelho porque ele acha que não pode acreditar que é. Para Brandom, crenças referem-se a conceitos: sem este último não pode haver o primeiro. Conceitos são produtos do 'jogo de dar e pedir razões'. Assim, apenas as entidades capazes de raciocínio, através da linguagem em um contexto social, podem por a conta de Brandom e, assim, ter conhecimento. Brandom pode ser considerado uma hibridação entre o externalismo e o internalismo, permitindo que o conhecimento seja explicado por processo externo confiável, desde que um conhecedor possua algum entendimento interno de por que a crença é confiável.